# Ta Mok
Ta Mok (en jemer: តាម៉ុក) fue el nombre militar que usó Chhit Choeun (n. 1926, Provincia de Takéo - 21 de julio de 2006, Phnom Penh, Camboya), quien fue uno de los principales líderes de los Jemeres Rojos, aunque se conocen otros nombres "reales" del mismo. El cambio de nombre dentro de la cultura jemer no es extraño y obedece a un sentido del significado budista de la vida. Dentro de los Jemeres Rojos, ejerció el cargo de jefe militar del Ejército Nacional de la Kampuchea Democrática, siendo uno de los principales fundadores del movimiento al ser reconocido entre sus seguidores como el hermano número cuatro  o simplemente  El carnicero , apodo que se ganó debido a la extrema brutalidad con la que trataba a los prisioneros del régimen de Pol Pot. Ta Mok fue capturado en marzo de 1999 por el ejército de Camboya mientras que intentaba huir hacia Tailandia en compañía de varios de sus seguidores en la frontera que comunica las dos naciones, permaneciendo detenido por el gobierno hasta su fallecimiento.

## Primeros años

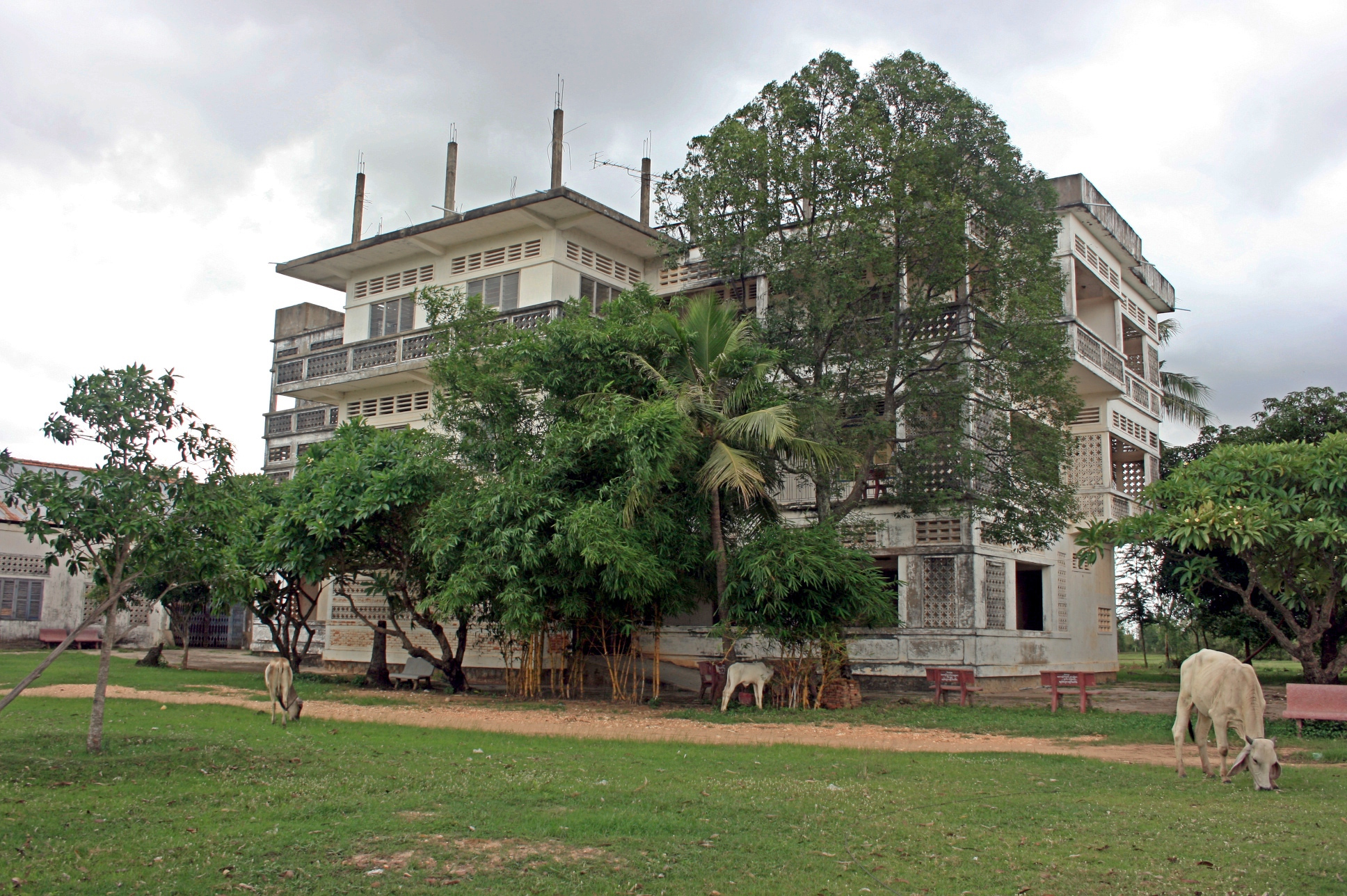
Mansión de Ta Mok en la provincia de Takéo.

Ta Mok nació en el sur de Camboya, en la provincia de Takéo. Su madre, Ouk Soch, era de ascendencia china. Durante su niñez estudió en una pagoda y por esta razón llegó a ser también monje budista en la década de 1930, por lo cual fue a la Pagoda Mohamontrey en la capital, pero abandonó la orden a la edad de 16 años. En 1947 tiene una hija llamada Khom. 
En febrero de 1949 abandona a su familia y desaparece para unirse al Khmer Issarak, movimiento anticolonialista que luchaba contra Francia, potencia que colonizó Camboya durante cien años. Asimismo, también luchó contra la breve ocupación que Japón hizo del país durante la Segunda Guerra Mundial. 

## Con Pol Pot
Regresó a la vida monástica después de la independencia en 1954 en el Instituto Budista de Nom Pen, donde seguramente conoció a un joven Saloth Sar. Es posible que fuese presentado ante la reunión secreta del nuevo Comité Central del Partido Comunista de Kampuchea el 30 de septiembre al 2 de octubre de 1960 ante personajes como el propio Saloth Sar, Nuon Chea, Ieng Sary y otros que serían la plana mayor del régimen de los Jemeres Rojos conocido como Kampuchea Democrática. 
Oficialmente se une al Partido Comunista de Kampuchea en 1963 y en 1966 es nombrado secretario del Partido en la Zona Sureste del país. Hacia 1968 empieza a ser conocido como Mok, un nombre seguramente dado por el mismo Saloth Sar. Ya en las primeras batallas de la guerra civil camboyana en 1970, perdió una pierna. En 1972 ordena el primer ataque contra la etnia cham, de religión musulmana. Entre 1973 y 1974 Mok está implicado en la muerte de 8 líderes comunistas de la región suroriental del país, después de lo cual obtiene mayor cercanía a Pol Pot. En 1975 hace 13 familiares oficiales: dos cuñados, cuatro hijos, dos hijas y cinco yernos.

## Régimen de los Jemeres Rojos
Entre 1975 y 1977 soldados a las órdenes de Ta Mok masacran a cientos de vietnamitas del sureste (conocidos también como Khmer Krom) y se convierte en el peor enemigo de dicho pueblo. En 1976, mientras se construye una mansión en Takéo y nace la leyenda de que ocultaba oro en ella, es nombrado Vicepresidente del Comité Central del PCK con Nuon Chea como presidente. 
Es nombrado Comandante en Jefe de la Kampuchea Democrática en 1977 y llega a ser el tercero en rango al siguiente año. Ben Kiernan lo relaciona con al menos una de las múltiples masacres efectuadas a lo largo de la frontera con Vietnam.[cita requerida]

## Después de la caída de los Jemeres Rojos
El régimen de los Jemeres Rojos terminaría abruptamente en enero de 1979 ante una poderosa invasión de Vietnam, país molesto por las agresiones cometidas por los Jemeres Rojos contra su territorio. Los Jemeres Rojos huirían de Nom Pen y comenzarían una guerra de guerrillas en el noreste del país, especialmente junto a la frontera con Tailandia, donde Ta Mok continuó en el liderazgo militar teniendo como sede su propia ciudad, Anlong Veng. 
Ta Mok es nombrado entonces Comandante Militar Supremo. El declive de Pol Pot como figura central del movimiento de los Jemeres Rojos hizo que fuera Ta Mok el testigo de la muerte de dicho personaje y que lo dejara de facto como cabeza visible del grupo. La muerte de Pol Pot en abril de 1998 también marcaría su declive absoluto y al poco tiempo serían absorbidos por los nuevos procesos políticos nacionales, sobre todo a partir de 1993 con la constitución de un nuevo gobierno independiente, la restauración de la monarquía y la retirada de las tropas vietnamitas. 
Su odio contra los vietnamitas le hizo declarar en 1983 que Vietnam era el único responsable de todas las muertes.

## Detención
En 1998, año en el que tendrían lugar importantes disidencias a su alrededor (muchos generales y líderes de los Jemeres Rojos con sus tropas se entregarían pacíficamente al Gobierno camboyano), Ta Mok se vio obligado a dejar su fuerte en Anlong Veng (Provincia de Oddar Mean Chey) y convertirse en un fugitivo.
El 6 de marzo de 1999, a la edad de 72 años, el Ejército Real Camboyano lanza una ofensiva en su búsqueda y lo arrincona en la frontera con Tailandia para llevarlo arrestado a Nom Pen. Desde entonces y hasta su muerte el 21 de julio de 2006, Ta Mok estuvo en prisión, muchas veces sin la formalidad de un juicio. 
Aunque muchos otros líderes de los Jemeres Rojos que se entregaron voluntariamente al gobierno de Hun Sen recibieron una especie de amnistía y fueron reintegrados en la sociedad, no pasó lo mismo con este personaje, que fue siempre tratado con dureza. [cita requerida]
En 2002 fue oficialmente detenido por crímenes contra la humanidad y tuvo que esperar en prisión la larga disertación que se llevó en el país sobre la constitución de un Tribunal Internacional de Justicia que llevara a cabo un juicio contra él y otros líderes. Estando detenido y debido a su avanzada edad, comenzó a sufrir numerosas complicaciones en su salud que hicieron que las autoridades le dieran permiso de salir a recibir atención en un hospital. 

### Fallecimiento
El 21 de julio de 2006, Ta Mok fallece como resultado de un ataque cardíaco derivado del estrés producido por la cercanía de la fecha de su juicio por las acusaciones que pesaban sobre él.

## Acusaciones

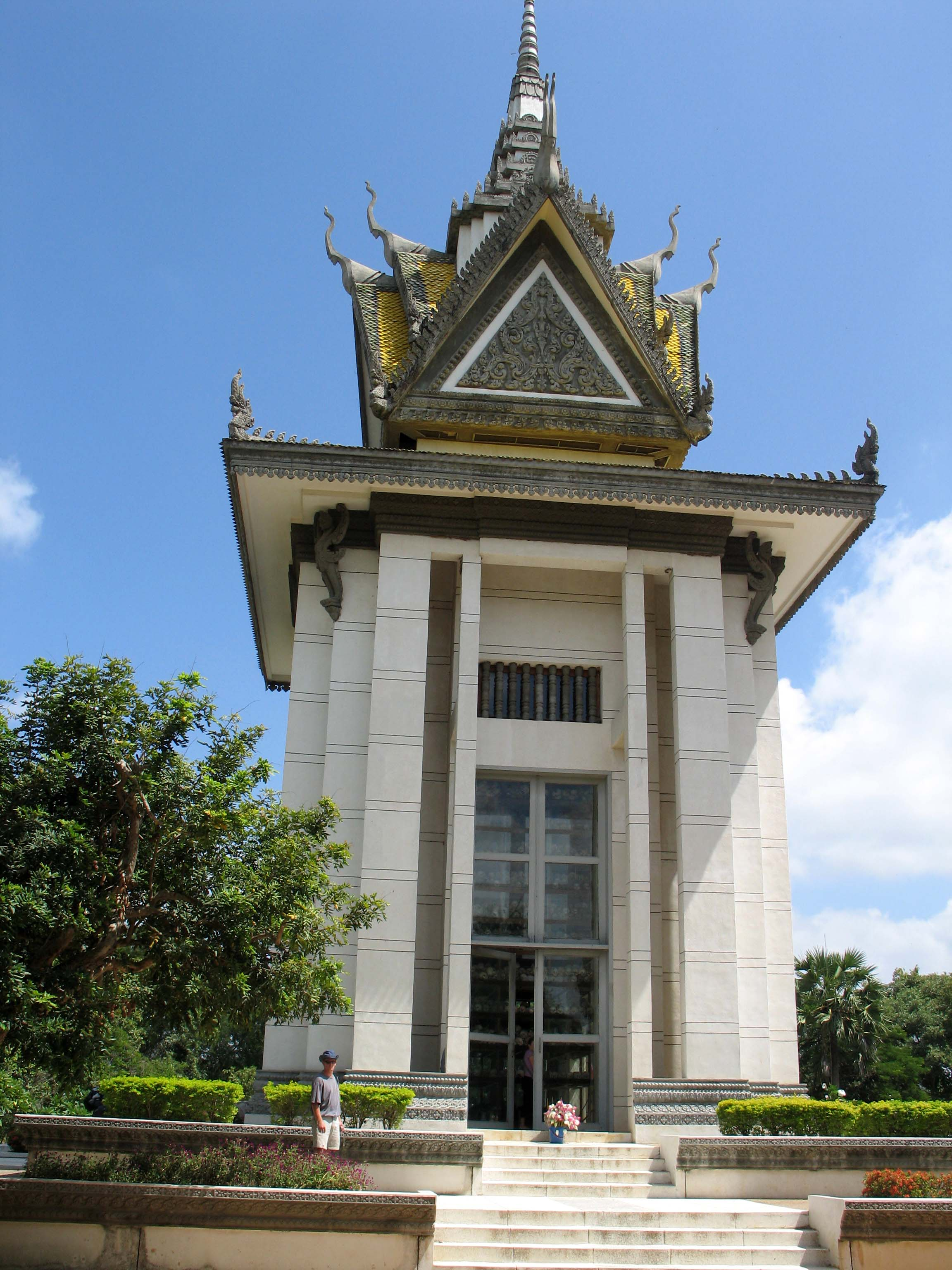
Estupa con los restos de la víctimas de los Jemeres Rojos en el Memorial Choeung Ek.

Oficialmente se dice que entre 1,5 y 2 millones de personas murieron entre 1975 y 1979 en Camboya durante el régimen de los Jemeres Rojos, conocido como Kampuchea Democrática. 
Ta Mok estuvo al mando de los encargados de perpetrar torturas y muertes a prisioneros y del régimen de las fosas comunes. La brutalidad y la actitud inmisericorde con los reclusos le hizo ganar el título de "El Carnicero".